# Dinitrotoluène
Pour les articles homonymes, voir DNT.

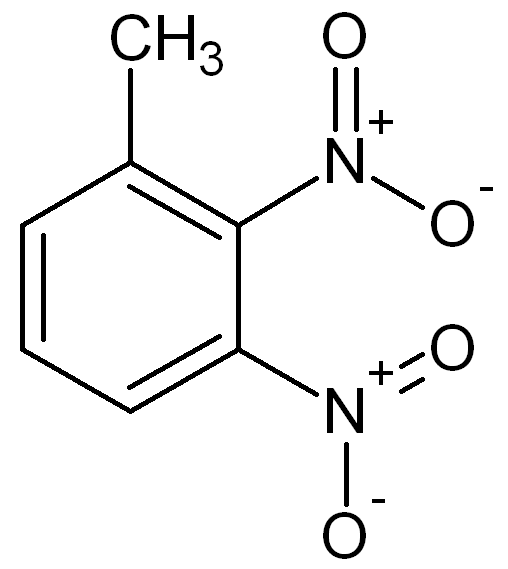
Dinitrotoluène

Le dinitrotoluène ou DNT est un composé chimique obtenu par une double nitratation du toluène.
Il existe six isomères de ce composé :
- le 2,3-dinitrotoluène ;
- le 2,4-dinitrotoluène, qui est un précurseur du trinitrotoluène (TNT) ;
- le 2,5-dinitrotoluène ;
- le 2,6-dinitrotoluène ;
- le 3,4-dinitrotoluène ;
- le 3,5-dinitrotoluène.